# Ochotz
Ochotz (polnisch Ochodze, schlesisch: Uochodze) ist eine Ortschaft in Oberschlesien. Das Dorf liegt in der Gemeinde Comprachtschütz im Powiat Opolski der Woiwodschaft Opole in Polen.

## Geographie

### Geographische Lage
Ochotz liegt zwei Kilometer südlich vom Gemeindesitz Comprachtschütz und zehn Kilometer südwestlich von der Kreisstadt und Woiwodschaftshauptstadt Opole. Ochotz liegt in der Nizina Śląska (Schlesischen Tiefebene) innerhalb der Równina Opolska (Oppelner Ebene). Durch den Ort fließt der Bach Moszczana. Südlich und westlich erstreckt sich ein weitläufiges Waldgebiet.
Durch den Ort verläuft die Landstraße Droga wojewódzka 429 und südlich von Ochotz die Autobahn A4.

### Nachbarorte
Nachbarorte von Ochotz sind im Norden Comprachtschütz (Komprachcice) und im Osten Dometzko (Domecko).

## Geschichte

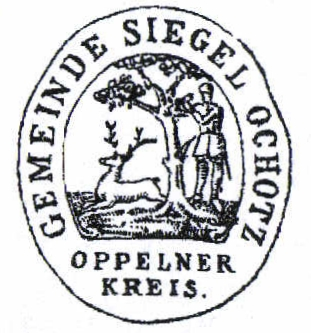
Altes Siegel der Gemeinde Ochotz

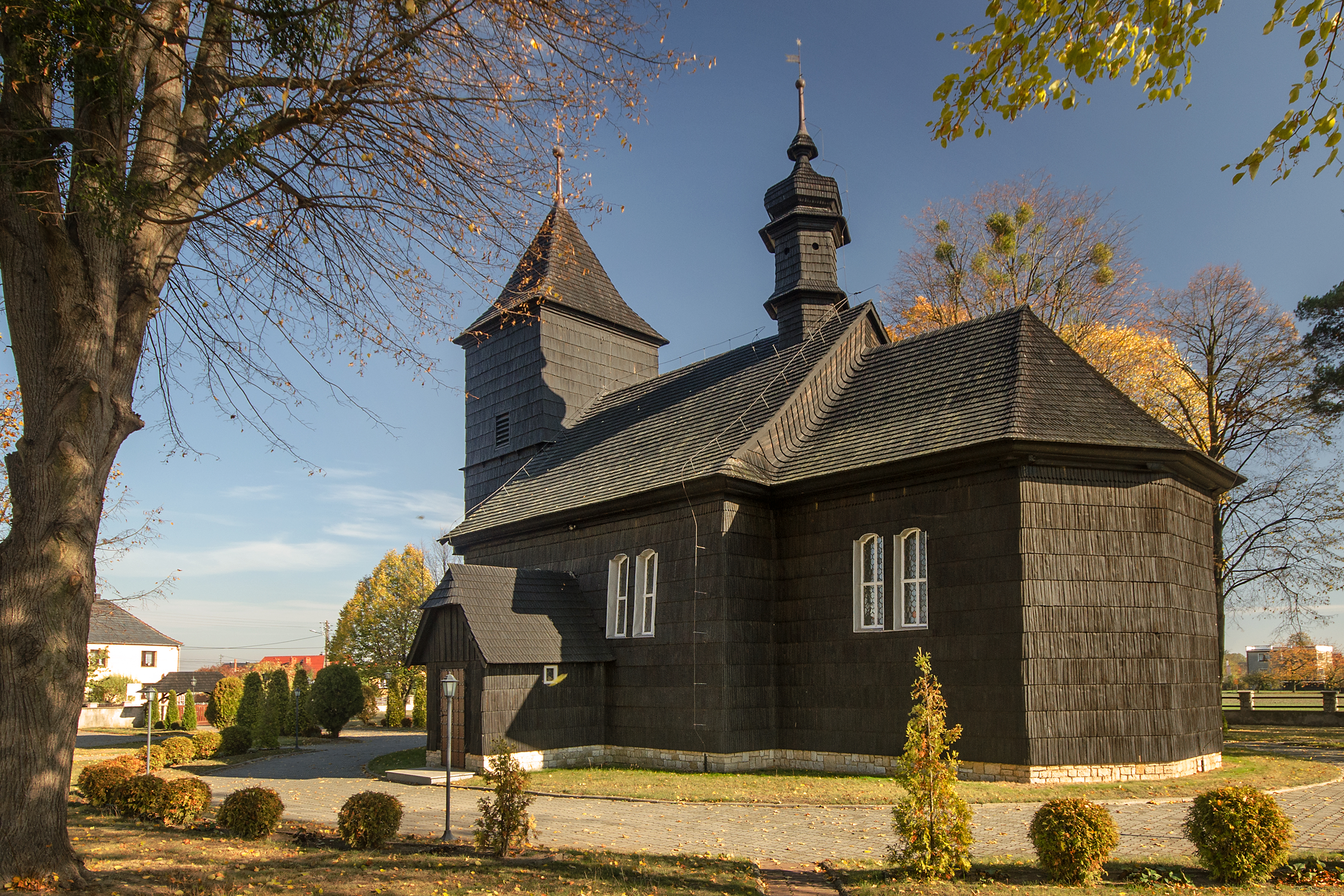
Schrotholzkirche St. Martin

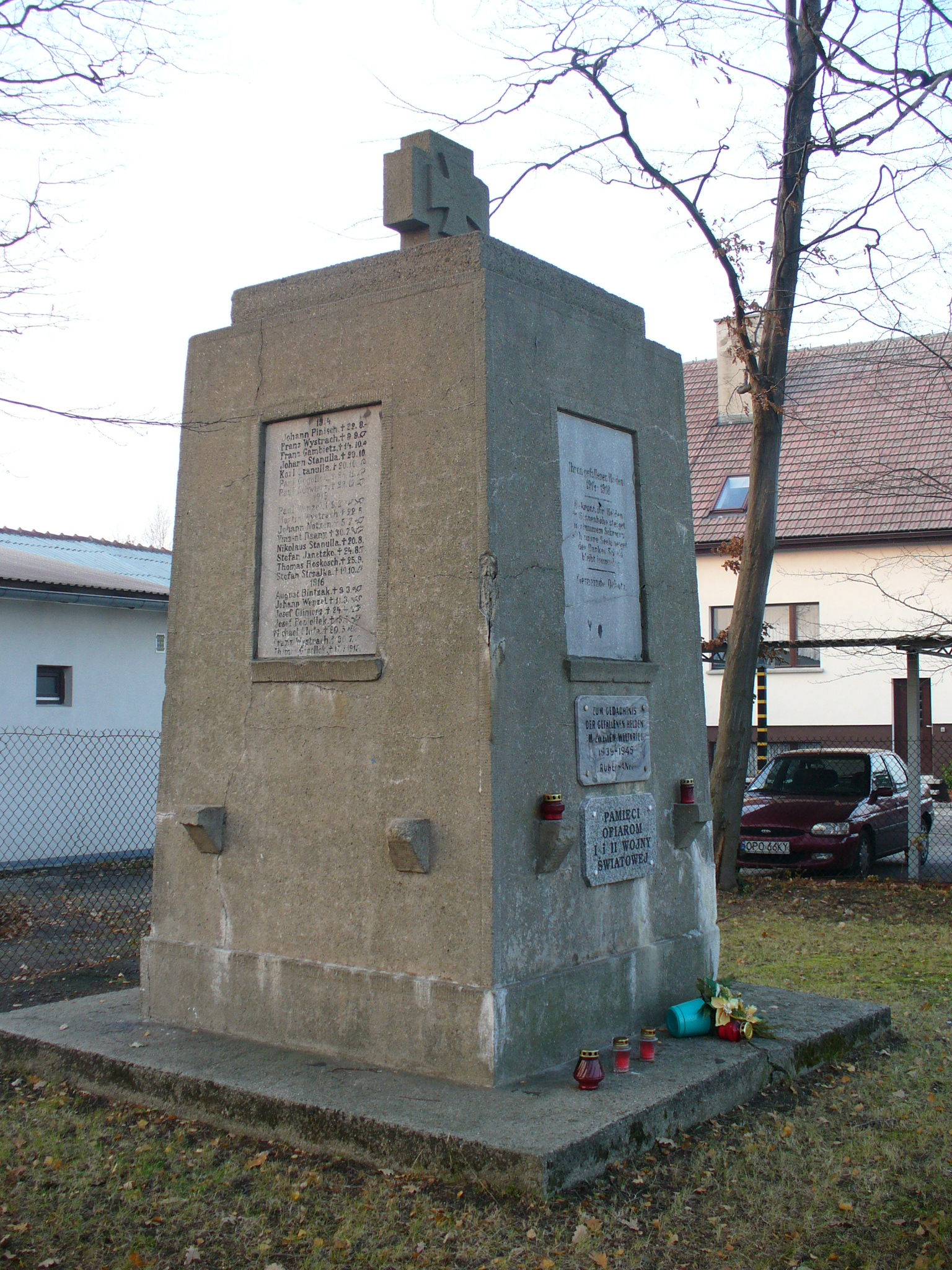
Gefallenendenkmal in Ochotz

Der Ort wird im Jahr 1295 erstmals als Ochodze erwähnt. 1532 erfolgte eine Erwähnung als Ochoze. Der slawische Ortsname Ochoc bedeutet so viel wie Schmausort oder Luftort.
Nach dem Ersten Schlesischen Krieg 1742 fiel Ochotz mit dem größten Teil Schlesiens an Preußen.
Nach der Neuorganisation der Provinz Schlesien gehörte die Landgemeinde Ochotz ab 1816 zum Landkreis Oppeln im Regierungsbezirk Oppeln. 1845 bestanden im Dorf ein Pechofen, ein Vorwerk und weitere 44 Häuser. Im gleichen Jahr lebten in Ochotz 372 Menschen, davon 17 evangelisch. 1861 zählte der Ort 371 Einwohner. 1865 zählte der Ort acht Halbbauern, 16 Gärtner, 22 Häusler. Eingeschult waren die Schüler nach Domecko und eingepfarrt nach Chrzumczütz. 1874 wurde der Amtsbezirk Dometzko gegründet, zu dem Ochotz eingegliedert wurde.
Bei der Volksabstimmung in Oberschlesien am 20. März 1921 stimmten 338 Wahlberechtigte für einen Verbleib bei Deutschland und 121 für Polen. Ochotz verblieb beim Deutschen Reich. 1933 lebten im Ort 957 Einwohner. Am 19. Mai 1936 wurde der Ort in Frühauf umbenannt. 1939 hatte der Ort 1.066 Einwohner. 1941 wurde die Schrotholzkirche von Gumpertsdorf nach Frühauf versetzt. Bis 1945 befand sich der Ort im Landkreis Oppeln.
1945 kam der bisher deutsche Ort unter polnische Verwaltung, mit dem Abschluss des Zwei-plus-Vier-Vertrages dann endgültig an Polen. Er wurde in Ochodze umbenannt und der Woiwodschaft Schlesien angeschlossen. 1950 kam der Ort zur Woiwodschaft Opole. 1999 kam der Ort zum wiedergegründeten Powiat Opolski. Am 4. Juni 2009 wurde in der Gemeinde Comprachtschütz, der Ochotz angehört, Deutsch als zweite Amtssprache eingeführt und am 1. Dezember 2009 erhielt der Ort zusätzlich den amtlichen deutschen Ortsnamen Ochotz.

## Sehenswürdigkeiten

### St.-Martins-Kirche
- Die römisch-katholische Martinskirche wurde 1702 ursprünglich in Comprachtschütz aus Schrotholz errichtet. 1941 wurde der Kirchenbau nach Ochotz transferiert. Die Martinskirche steht seit 1954 unter Denkmalschutz.[7]

### Weitere Sehenswürdigkeiten
- Kriegerdenkmal für die Gefallenen des Ersten Weltkrieges
- Altes Schulgebäude
- Bildstock

## Vereine
- Deutscher Freundschaftskreis
- Freiwillige Feuerwehr OSP Domecko
- Sportverein LZS Ochodze